# مرسول
مرسول هي منصة توصيل عند الطلب مقرها المملكة العربية السعودية وتزاول خدماتها في السعودية ومصر والبحرين. تربط الشركة العملاء بسعاة مستقلين لتوصيل سلع مثل الطعام والبقالة والطرود وغيرها من المنتجات. تعمل الشركة باستخدام تطبيق جوال، مما يسمح للمستخدمين بتقديم طلبات التوصيل بالكتابة والتفاوض على سعر التوصيل وتمكين السعاة من قبولها واستكمالها.

## تاريخ
تأسست مرسول على يد أيمن السند ونايف السمري في عام 2015. خلال عام 2018، وصل عدد المستخدمين المسجلين لدى المنصة إلى 4 ملايين مستخدم و150 ألف مندوب توصيل و وبلغ قيمة أجمالي المعاملات التي تمت على المنصة خلال نفس العام 270 مليون دولار. في يونيو 2019، تم إطلاق مرسول في مصر، وخلال نفس العام وصل عدد الطلبات إلى 10 ملايين طلب في التطبيق.
في مارس 2021، حصدت مرسول جائزة عن دور الشركة الناشئة في دعم المسؤولية المجتمعية خلال أزمة كورونا خلال احتفالية bt100، وفي أبريل، وقّعت مرسول اتفاقية مع منصة إحسان وهي منصة وطنية للعمل الخيري تأسست بالأمر السامي الكريم بهدف تسهيل وصول الاحتياجات الأساسية إلى الأسر المحتاجة خلال شهر رمضان المبارك.
في عام 2022، وصل عدد المستخدمين المسجلين لدى المنصة إلى 10 ملايين مستخدم و200 ألف مندوب.
في فبراير 2023، تعاونت شركة مرسول مع مصرفية ميم، المقدمة من بنك الخليج الدولي، لإطلاق بطاقات الخصم والائتمان ذات العلامات التجارية المشتركة بهدف تقديم الخدمات المالية لمستخدمي مرسول في السعودية. خلال نفس العام، حصلت شركة مرسول مصر، على أعلى التقييمات التي تمنحها مؤسسة Fairwork العالمية، كواحدة من أفضل بيئات العمل الرقمية في أفريقيا.
في مارس 2024، وقعت مرسول اتفاقية مع بوكمي (بالانجليزية: BookMe)، وهي منصة باكستانية لتكنولوجيا السفر ومتخصصة في بيع التذاكر الإلكترونية بهدف رقمنة عملية السفر بين السعودية وباكستان. في أبريل، أبرمت مرسول شراكة مع شركة سواني المملوكة لصندوق الاستثمارات العامة، لإدراج منتجات حليب الإبل "نوق" على منصتها. في مايو، وقعت مرسول مذكرة تفاهم مع الشركة الوطنية للإسكان لتمكين مقدمي الخدمات اللوجستية لديها من الاستادة من الخدمات الملاحية التي تقدمها خرائط "بلدي".

## التمويل
في مارس 2019، أكملت مرسول جولة استثمارية من الفئة أ تمت بقيادة Raed Ventures وSTV، وبمشاركة إضافية من المستثمر الملائكي السعودي مازن الجبير.

## الرعاية
في عام 2019، أطلق تطبيق مرسول لاتصالات وتقنية المعلومات، مبادرة ناجحات لدعم وتمكين رائدات الأعمال المصريات.
في عام 2020، حصلت مرسول على حقوق تسمية استاد جامعة الملك سعود، سمي مرسول بارك، وهي أول رعاية من نوعها في المنطقة. وجاءت هذه الصفقة في أعقاب اتفاقية إدارة من قبل شركة وسائل وعقد مع نادي النصر، مما جعل الملعب المقر الرسمي للنادي.